# Komet Reinmuth 1
Komet Reinmuth 1 (uradna oznaka je 30P/Reinmuth) je periodični komet z obhodno dobo okoli 7,3 let. Pripada Jupitrovi družini kometov.

## Odkritje
Komet je odkril 22. februarja 1928 nemški astronom Karl Wilhelm Reinmuth  (1892 – 1979) na Deželnem observatoriju Heidelberg-Königstuhl v Nemčiji.

## Lastnosti
Prvi izračuni tirnice so pokazali za obhodno dobo 25 let. Pozneje so jo popravili na 7 let. Domnevali so, da je to isti komet kot komet Taylor, ki je bil izgubljen od leta 1915. Naslednji izračuni, ki jih je opravil belgijsko-ameriški astronom George Van Biesbroeck (1880 – 1974) pa so potrdili, da je to drugi komet. Prihod kometa v letu 1935 ni bil ugoden za opazovanje. V letu 1937 je komet letel zelo blizu Jupitra, kar je povečalo oddaljenost perihelija in povečalo obhodno dobo. Zaradi napačnih izračunov so komet leta 1942 zgrešili. Opazovali pa so vse njegove naslednje prihode.
25. januarja 2039 bo komet letel zelo blizu Zemlje.